# Miltonia candida
Miltonia candida (tên tiếng Anh: Snow-white Miltonia) là một loài phong lan đặc hữu của đông nam Brasil.

## Hình ảnh

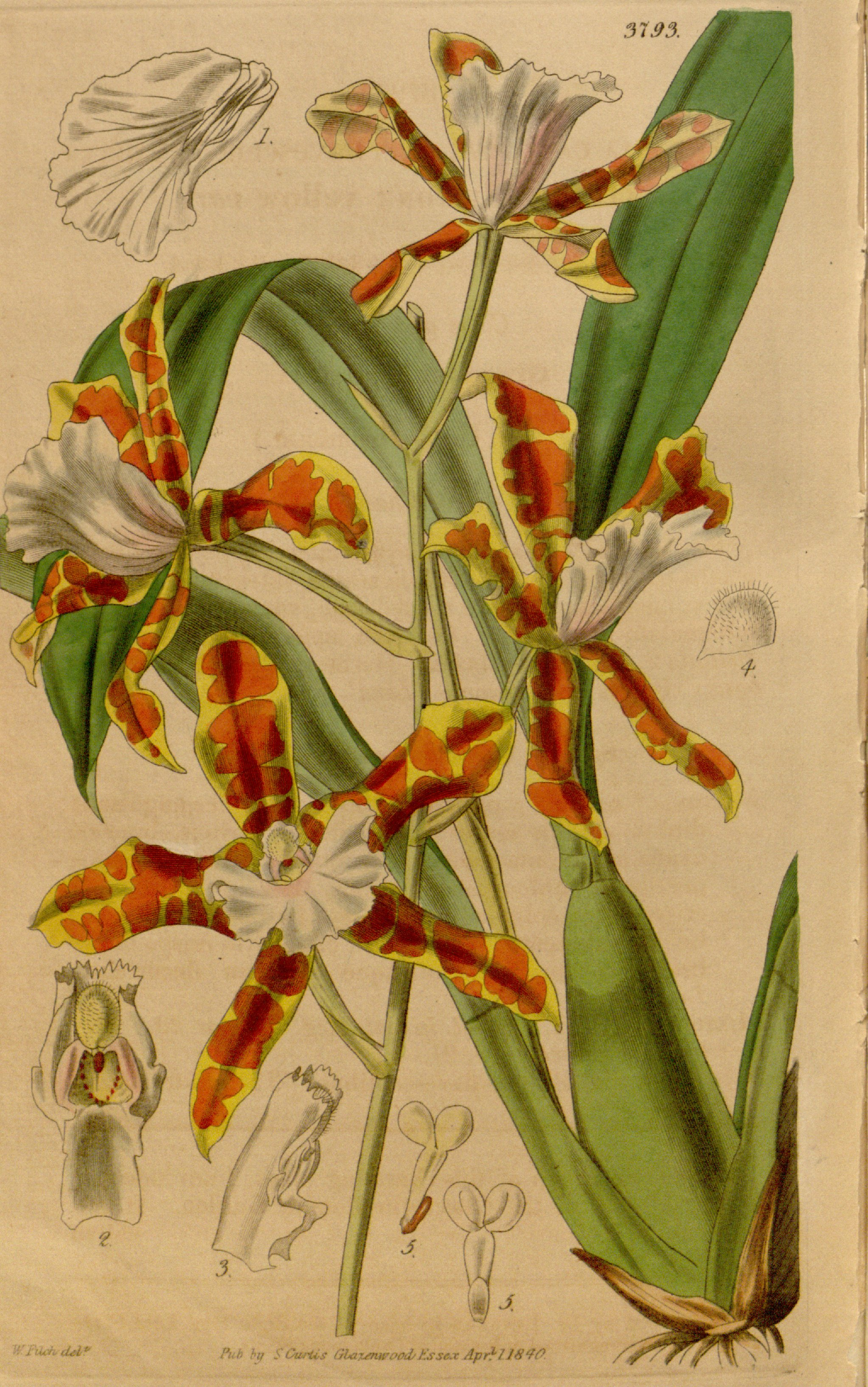
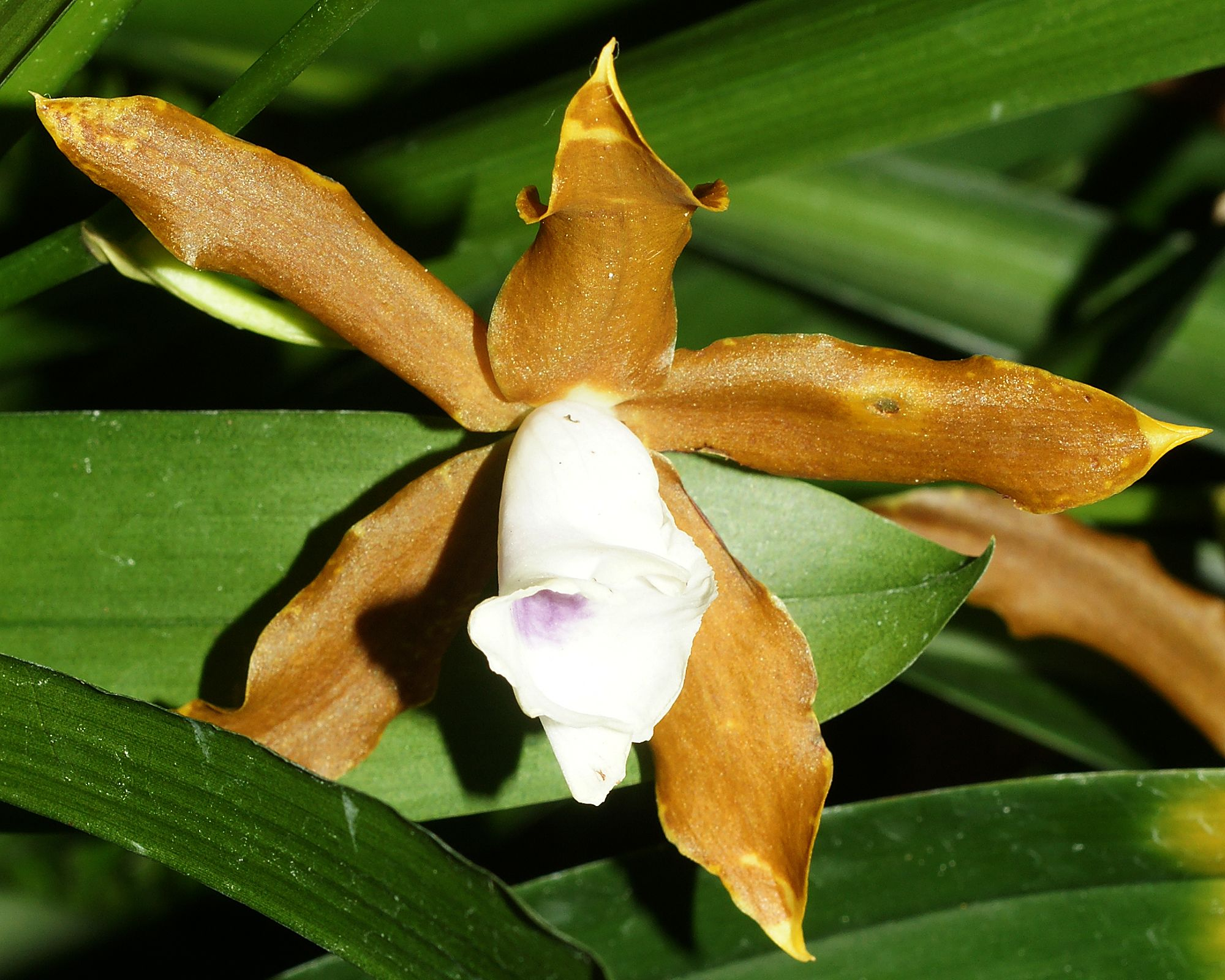
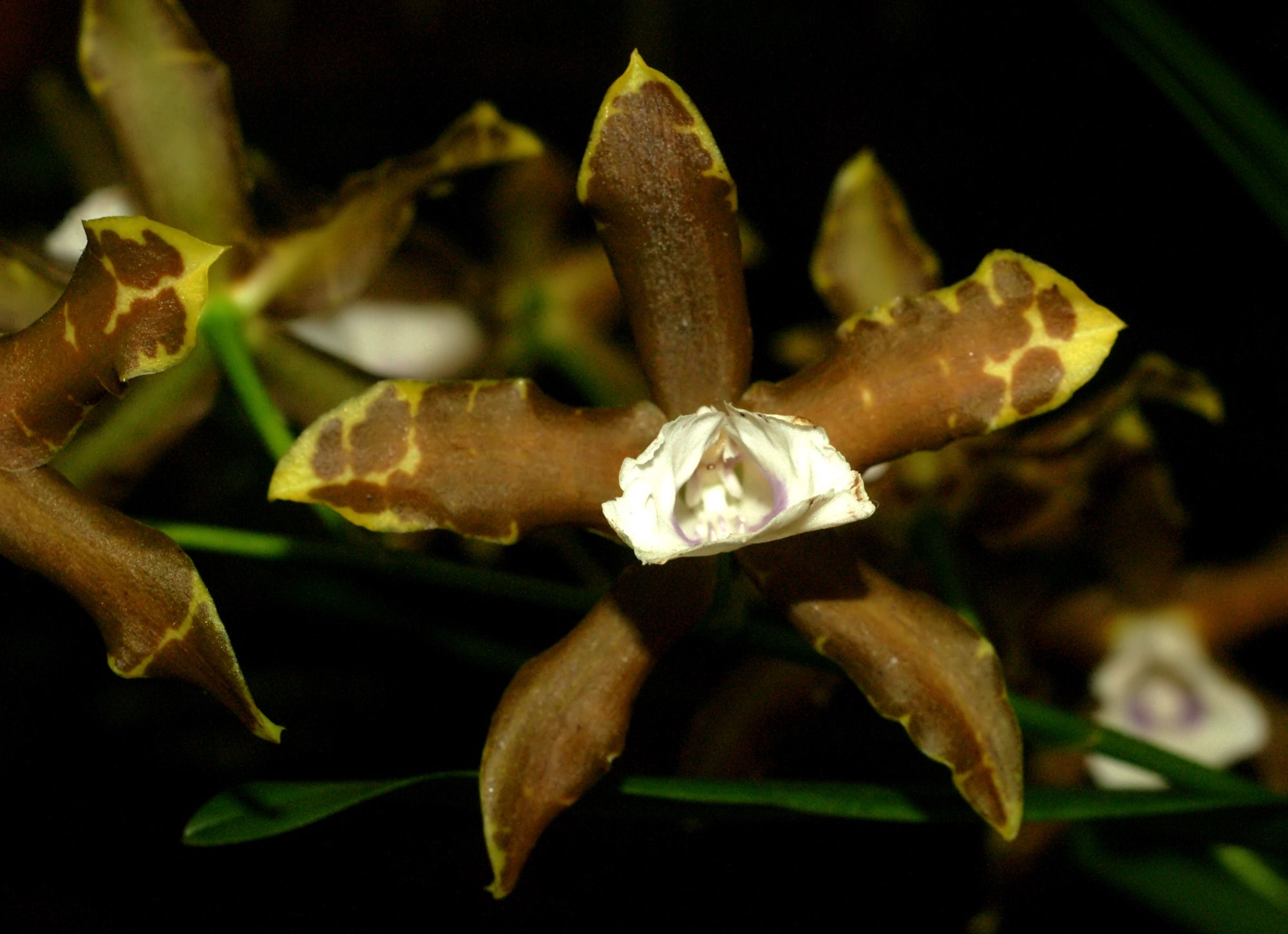
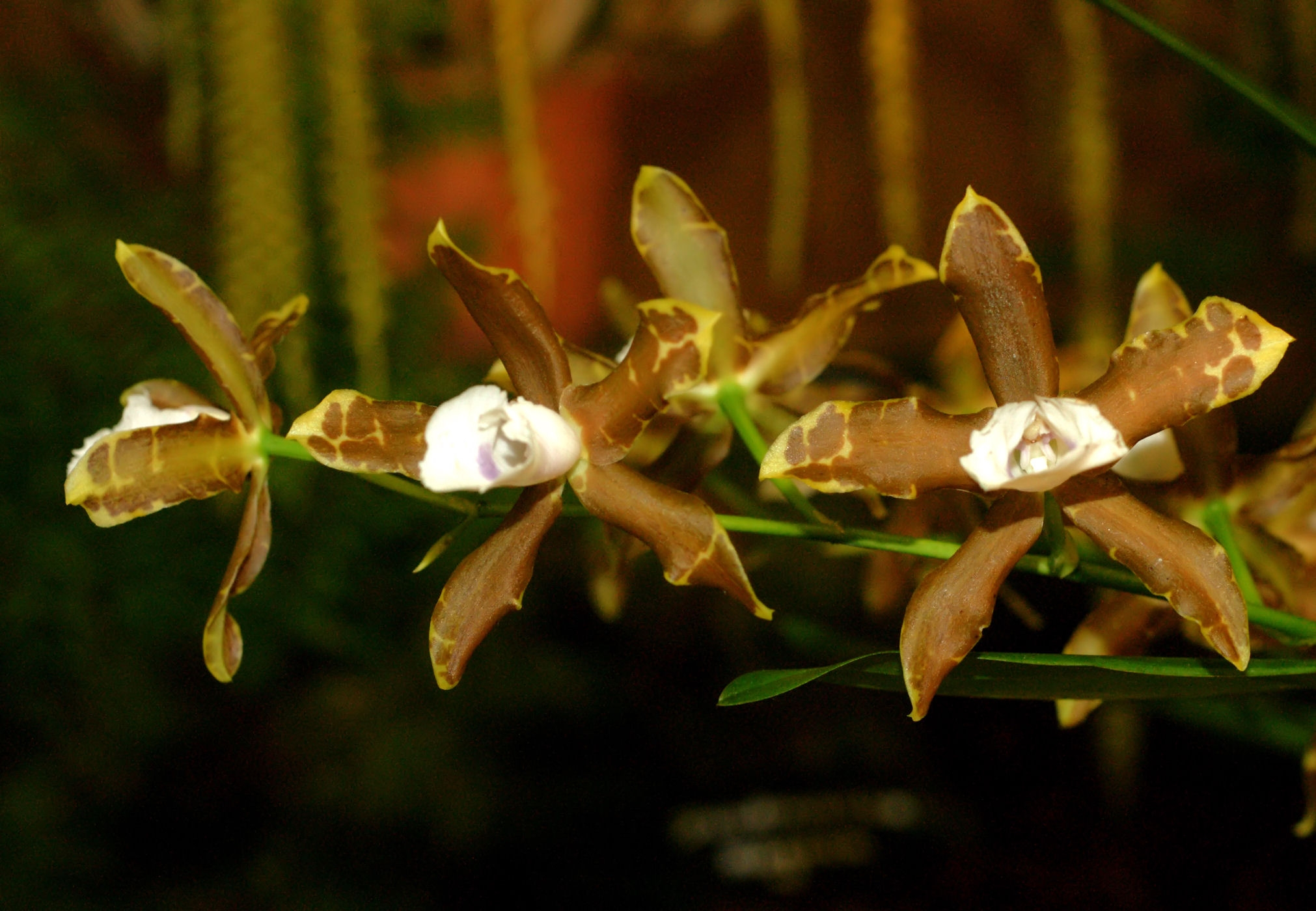